# Терновский, Сергей Алексеевич
Сергей Алексеевич Терновский (1848—1916) — русский православный библеист и историк, доктор церковной истории, профессор Казанской духовной академии.
Брат Ф. А. Терновского.

## Биография
Родился в 1848 году в Москве в семье священника церкви Воздвиженья на Острожках.
В 1871 году окончил Киевскую духовную академию. 
В 1872 году издал памятник XVII века «Икона» («Архив Юго-Западной России», ч. I, т. V, Киев, 1872), с предисловием и обширным введением, содержащим «Исследование о подчинении Киевской митрополии московскому патриархату»; за этот труд он получил в 1873 году степень магистра богословия.
В 1884—1893 годах преподавал еврейский язык и библейскую археологию в Казанской духовной академии и по совокупности церковно-исторических и библейско-археологических работ был удостоен степени доктора церковной истории.
Состоял членом Православного палестинского общества и в 1893 году был командирован им в Иерусалим для совершенствования в еврейском языке. В Палестине он установил научный контакт с архитектором Конрадом Шиком, автором всемирно известной реконструкции ветхозаветного Храма.
Был редактором «Православного собеседника».
Умер в 1916 году.